# قربيات (اجتماع)
القربيات لفظ محدث يطلق على النظريات والدراسات التي تصف وتفحص اشارات الافراد، التي يتبدالونها من خلال أخذ مسافة معينة من بعضهم البعض. القربيات هو أحد فروع علم النفس وعلوم التواصل، كما انه أحد المجالات الفرعية التابعة للحركيات "Lokomotorik"

## وصف
تتدارس القربيات المعاني الثقافية والاجتماعية، التي يربطها الافراد مع بيئاتهم المكانية الخاصة والمهنية. لذلك فهو يهتم بدراسة السلوك المكاني باعتباره أحد فروع التواصل غير اللفظي. تمت صياغة هذا المصطلح بالأصل من قبل عالم الأنثروبولوجيا إدوارد ت. هول في الستينيات ، وفي بداية القرن الواحد والعشرين قام عالم الاقتصاد والتربوي أرمين بوجيندورف بتوسيع المفهوم ليشمل بُعد مستوى العين"eye level dimension ". يمكن تقريب وصف القربيات على انها قوانين اقليمية غير مكتوبة أكثر من كونها دوافع بيولوجية. يختلف الشعور بهذة المواقف المكانية الجسدية مع اختلافات الثقافات. يمكن ان يتم التعبير عن المسافات من خلال سلوكيات صغيرة الحجم كوضع العلامات مثلا، على سبيل المثلال يقوم بعض الطلاب بوضع صحيفة أو بعض الكتب لحجز طاولة في المكتبة العامة، وبذلك يكونوا قد وضعوا حدودا لمسافة خاصة بهم. من جانب اخر يستخدم الاشخاص ذوو المناصب العليا اتصالات جسدية لا يُسمح للمرؤوسين استخدامها، كأن يربت الرئيس على كتف مرؤوسه، وفي هذا تخصيص لمسافة اجتماعية تبين ان الرئيس في مكانة أكبر من مرؤوسه.

## الأقسام الفرعية
- المسافة: حميمية، شخصية، اجتماعية، عامة
- مستوى العين: حجم الجسم، الارتفاع الوقوف، ارتفاع الجلوس
- الاتجاه: مثل الاتصال بالعين عند التفاعل
- اللمس: في الغالب على اليدين، الذراعين، الكتفين، الظهر أو الرأس.

## معرض صور

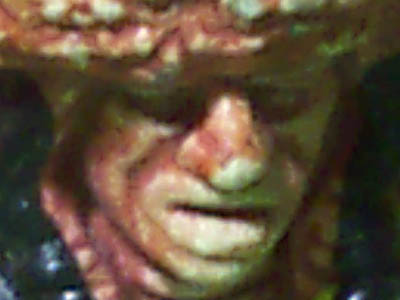
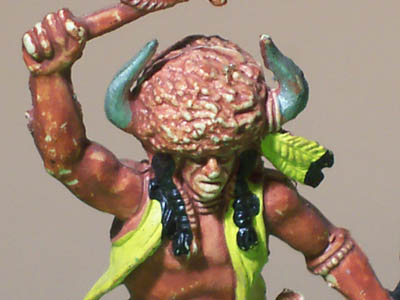
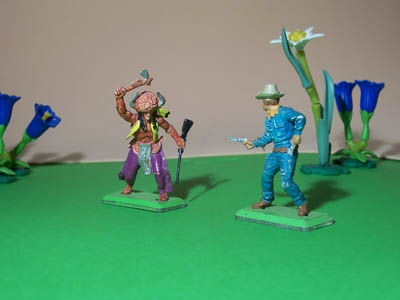
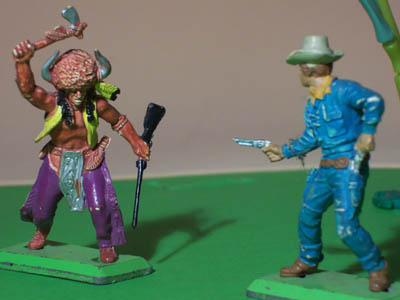

## وصلات خارجية
- أدب الإسلام وعلم الاتصال